# Džavahi
Džavahijci (ჯავახები Джавахи; Džavahi), jedno od povijesnih gruzijskih plemena nastanjenih u južnoj Gruziji, u staroj oblasti Džavahetija (ჯავახეთი) blizu turske granice. Kraj koji su nastanjivali nalazio se nedaleko turske granice, blizu grada Ahalkalaki (ახალქალაქი), danas nastanjenom Armencima. Džavahijci su govorili đavahurski, a po svoj su prilici armenizirani.

## Vanjske poveznice
- Картвельские народы